# Wallis–Zieff–Goldblatt綜合症
Wallis–Zieff–Goldblatt綜合症（Wallis–Zieff–Goldblatt syndrome），亦稱為Cleidorhizomelic綜合症（Cleidorhizomelic syndrome）是一種罕見的遺傳性骨骼疾病，由Wallis等在1988年12月首次報導，他們發現有一對母子患有這種遺傳性骨骼疾病，主要表現為肢根短小的身材（rhizomelic short stature）和側鎖骨的缺損。該綜合症的第一份臨床報告描述了一個6個月大的男孩，他的身材矮小且呈根狀，並且在鎖骨的側面有隆突。鎖骨外側的三分之一具有雙裂（bifid）的外觀，這是由異常過程或融合中心引起的隆凸（protuberance）所引致的結果。該男孩的母親時年22歲，身高142厘米，臂展136厘米，四肢短且呈根狀，肩鎖關節出現異常。母子兩人雙手的手指都出現了一種稱為「Clinodactyly」的彎曲情況，並且發現他們尾指的中節指骨發育不良。